# Duitse Rijk 1848/1849

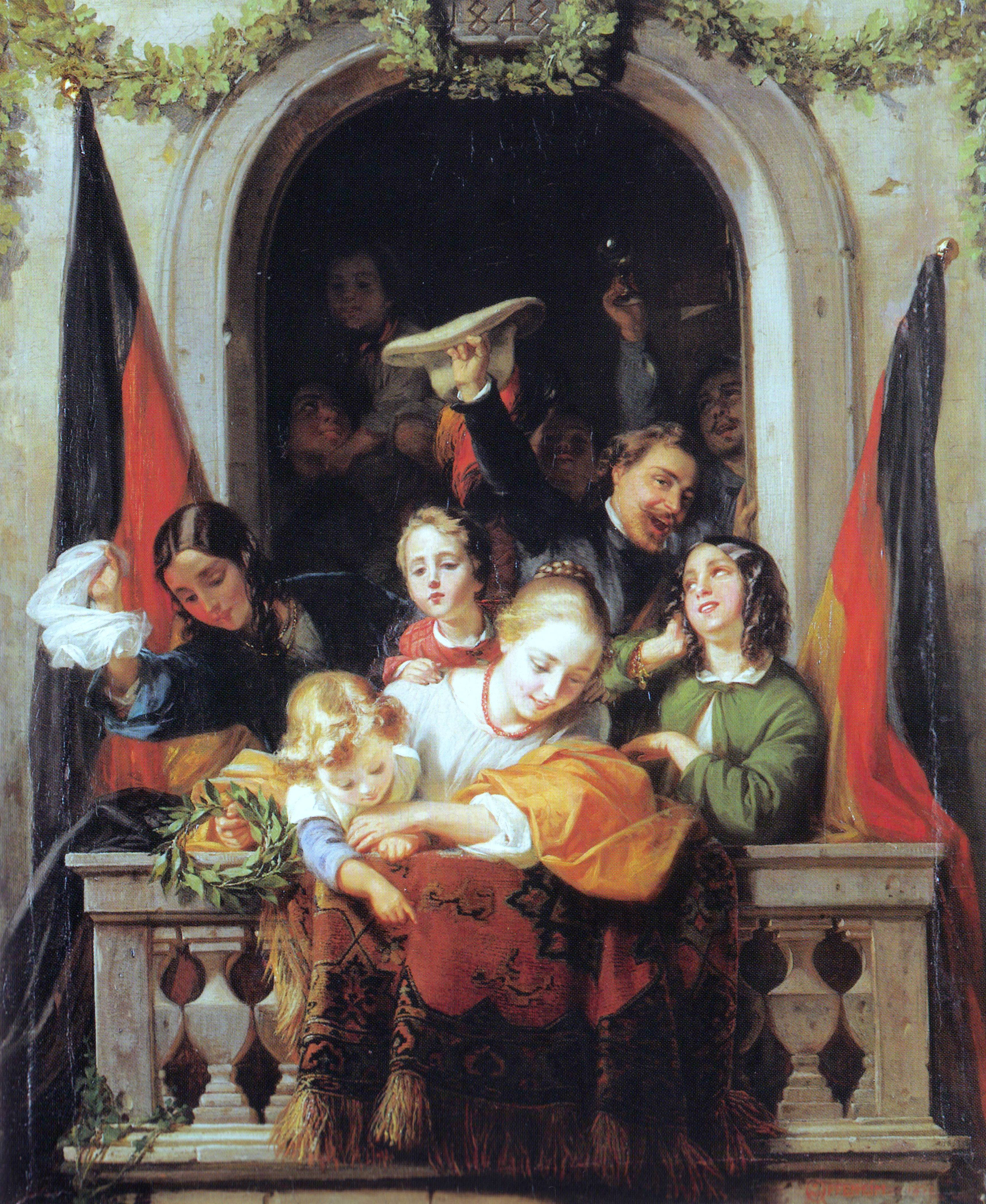
Moritz Daniel Oppenheim: Scene bij een raam tijdens de intocht van de Reichsverweser, 1852. Dit schilderij van ná de revolutie heeft betrekking op de intocht van provisorisch staatshoofd Johan in Frankfurt in juli 1848, en de blijde verwachtingen van de Duitse bevolking

Het Duitse Rijk van 1848/1849 was de poging om een Duitse nationale en federale staat te vormen. Afhankelijk van het eigen standpunt was dit rijk identiek met de Duitse Bond van 1815, maar herbenoemd en hervormd, of een puur revolutionaire, nieuwe staat opgericht tijdens de Duitse Revolutie. Als tijdspunt van de oprichting kan men de eerste zitting van de Nationale Vergadering te Frankfurt (Frankfurter Nationalversammlung) beschwouwen, op 18 mei, of het besluit over een voorlopige grondwet (Zentralgewaltgesetz) van 28 juni.
De Nationale Vergadering diende als parlement. Ze koos Aartshertog Johan van Oostenrijk tot Reichsverweser, dat wil zeggen tot voorlopig staatshoofd. De Reichsverweser benoemde ministers van een rijksoverheid, de Provisorische Zentralgewalt.
Het revolutionaire rijk werd door meerdere buitenlandse regeringen erkend, bijvoorbeeld de VS, Nederland, België en Zweden. Binnen Duitsland bevolgden de afzonderlijke Duitse staten de wetten en decreten van de rijksoverheid maar gedeeltelijk. In sommige gevallen hadden de beslissingen van de revolutionaire organen nog geldigheid lang ná 1849. Het meest zichtbaar resultaat uit die periode was de Rijksvloot.
Vooral de kleine Duitse staten ondersteunden het rijk. De eenwording van Duitsland sneuvelde door de grotere staten en vooral de grote mogendheden Oostenrijk en Pruisen. Omdat de staten de revolutie neersloegen was het rijk van korte duur. In mei 1849 verloor de Nationale Vergadering de meesten van haar afgevaardigden omdat Pruisen en andere staten een lidmaatschap als illegaal beschouwden. Op 20 december 1849 droeg de rijksoverheid haar bevoegdheden over aan een federale centrale commissie.
In 1849/1850 poogde Pruisen tevergeefs om op zijn manier Duitsland of een deel van Duitsland te verenigen (Unie van Erfurt). In 1851 werd de Duitse Bond hersteld. Ook werden de wetten uit de tijd van de revolutie ongeldig verklaard . Er werd nooit getwijfeld aan de legitimiteit van de rijksoverheid, die op 12 juli 1848 door de oude Bondsdag was erkend.
Pas ná de Duitse Oorlog van 1866 eindigde de Duitse Bond. Pruisen verenigde Duitsland ten noorden van de rivier Main met een federale staat, de Noord-Duitse Bond. In 1871 traden de Zuid-Duitse staten toe en de Noord-Duitse Bond werd hernoemd in Duitse Rijk.